# Гибсланд (Луизијана)
Гибсланд (енгл. Gibsland) град је у америчкој савезној држави Луизијана.

## Демографија
По попису из 2010. године број становника је 979, што је 140 (-12,5%) становника мање него 2000. године.
| Група             | 2000.       | 2010.       |
| Белци             | 182 (16,3%) | 154 (15,7%) |
| Афроамериканци    | 926 (82,8%) | 796 (81,3%) |
| Азијати           | 4 (0,4%)    | 1 (0,1%)    |
| Хиспаноамериканци | 4 (0,4%)    | 15 (1,5%)   |
| Укупно            | 1.119       | 979         |